# MJ Management
MJ Management株式会社（エムジェイ　マネージメント）は、東京都港区に本社を置く日本の芸能プロダクション。
2015年株式会社Jun Beauteとして設立、2017年にMJ Management株式会社に商号変更。Megu Entertainmentとは所在地と代表者が同じである。

## 所属タレント
- 藤崎奈々子
- 川村ひかる
- 南美希子